# Abegg-Variationen
Die Abegg-Variationen (op. 1) sind ein Werk von Robert Schumann. Sie wurden zwischen 1829 und 1830 komponiert, und 1831 unter dem Namen „Thème sur le nom Abegg varié pour le pianoforte“ publiziert. Die Spieldauer beträgt insgesamt etwa acht Minuten. Das Stück ist durchgängig im 3/4-Takt geschrieben und in F-Dur komponiert, bis auf das Cantabile, das in der Varianttonart f-Moll steht.

## Aufteilung

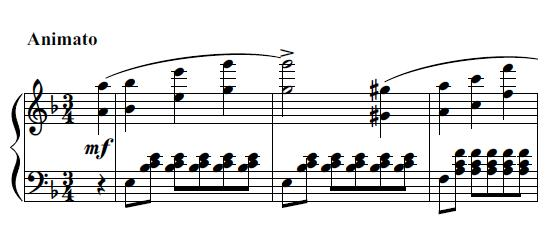
Beginn der Abegg-Variationen

Die Variationen bestehen aus folgenden Stücken:
- Thema (Animato)
- Variationen I–III
- Cantabile
- Finale alla Fantasia.

## Motivbildung und Namensgebung
Der Name des Werkes geht auf den Namen einer Dame zurück, deren Buchstabenkombination des Nachnamens A-B-E-G-G zu einem Motiv aus den gleichnamigen Noten verarbeitet wurde. Schumann widmete die Variationen einer Mademoiselle Pauline Comtesse d’Abegg, die konkret sicher nicht existierte. Dafür gab es aber eine Dame namens Meta Abegg (1810–1835), deren Bekanntschaft Schumann während seiner Heidelberger Studienzeit auf einem Ball in deren nahegelegenem Wohnort Mannheim machte. Meta wäre dabei (außerdem) als Anagramm aus dem Wort Thema bzw. dem italienischen Tema zu verstehen.
Das Motiv A-B-E-G-G gilt im Stück eher als Grundgedanke denn als eine immer wieder behandelte und variierte Tonsequenz. Die Variationen I–III befassen sich noch im Groben damit, das Cantabile und das Finale bewegen sich immer weiter vom Motiv weg.

## Werk
Das Werk stellt insgesamt hohe Anforderungen an den Pianisten. Manche Teile werden in schnellem Tempo gespielt und beinhalten technische Schwierigkeiten, wie das permanente Bewegen der Hand über die Tastatur in komplizierten, nicht nur tonleiterartigen Sechzehntelläufen, teilweise mit zusätzlichen, simultanen Obernoten in der gleichen Hand, oder das Trillern bestimmter Finger einer Hand, während die anderen gleichzeitig weiter spielen.